# タケカレハ
タケカレハ（学名 : Euthrix albomaculata）は、チョウ目カレハガ科に属するガの一種である。

## 分布
日本全国に分布。

## 形態
茶色い枯葉のような翅に、黄色っぽく小さな紋がある。開張40 - 70mm。幼虫は長い毒針毛の束を頭部付近と尾部付近に1束ずつ持っている。カレハガ、マツカレハなどの幼虫とは違い、刺激を受けても、この束は膨らまない。幼虫だけでなく、繭にも毒針毛はあるが、成虫や卵にはない。

## 食草
タケ、ササ、ススキ、アシなどを食草とする。